# Vestknatten
Der Vestknatten (norwegisch für Westlicher Felsvorsprung) ist ein länglicher Nunatak im ostantarktischen Prinzessin-Elisabeth-Lands. Er ragt rund 21 km ostsüdöstlich des Mount Caroline Mikkelsen aus den Eismassen des Polarforschung-Gletschers auf.
Norwegische Kartographen, die ihn auch benannten, kartierten ihn anhand von Luftaufnahmen der Lars-Christensen-Expedition 1936/37. Der australische Geologe Ian Roderick McLeod (* 1931) besuchte ihn im Januar 1969 im Zuge einer Erkundung der Prince Charles Mountains bei einer der Australian National Antarctic Research Expeditions.